# 西尾真理子
西尾真理子（日语： Nishio Mariko，1950年—），日本女子羽毛球运动员。她曾获得1970年亚洲运动会羽毛球比赛女子团体金牌以及1974年亚洲运动会羽毛球比赛女子团体铜牌。